# Curación cuántica
La curación cuántica o sanación cuántica es una miscelánea de ideas seudocientíficas, supuestamente basadas en la mecánica cuántica, la psicología, la filosofía y la neurofisiología. Sus defensores afirman que los fenómenos cuánticos rigen la salud y el bienestar. Existen diferentes versiones, que aluden a diversas ideas cuánticas como la dualidad onda-corpúsculo, las partículas virtuales y, de forma más general, a la "energía" y las vibraciones. La curación cuántica es una forma de medicina alternativa.
El término «curación cuántica» fue acuñado por Deepak Chopra en la primera edición del libro así titulado, publicada en 1989. Sus exposiciones sobre curación cuántica se han calificado de jerga técnica: "un parloteo incoherente regado de términos científicos" que los que realmente entienden de física consideran "demencial" y "totalmente incorrecto".
Aunque la curación cuántica tiene un número considerable de efusivos seguidores, la mayor parte de la comunidad científica la considera absurda. La principal crítica a esta teoría gira en torno a que interpreta erróneamente, y de forma sistemática, la física moderna, sobre todo el hecho de que los objetos macroscópicos (como el cuerpo humano o las células) son demasiado grandes para exhibir propiedades cuánticas como la interferencia y el colapso de la función de onda. La mayor parte de la bibliografía sobre curación cuántica deja de lado la física y se centra casi exclusivamente en la filosofía.
El físico Brian Cox sostiene que el mal uso de la palabra «cuanto», como en el caso de la curación cuántica, tiene un efecto negativo en la sociedad, ya que socava la ciencia verdadera y merma el interés de las personas por la medicina convencional. Afirma que "algunos científicos consideran inaceptable la distorsión y apropiación indebida de ideas científicas que implica, a menudo, su integración en la cultura popular".